# Sally Salminen

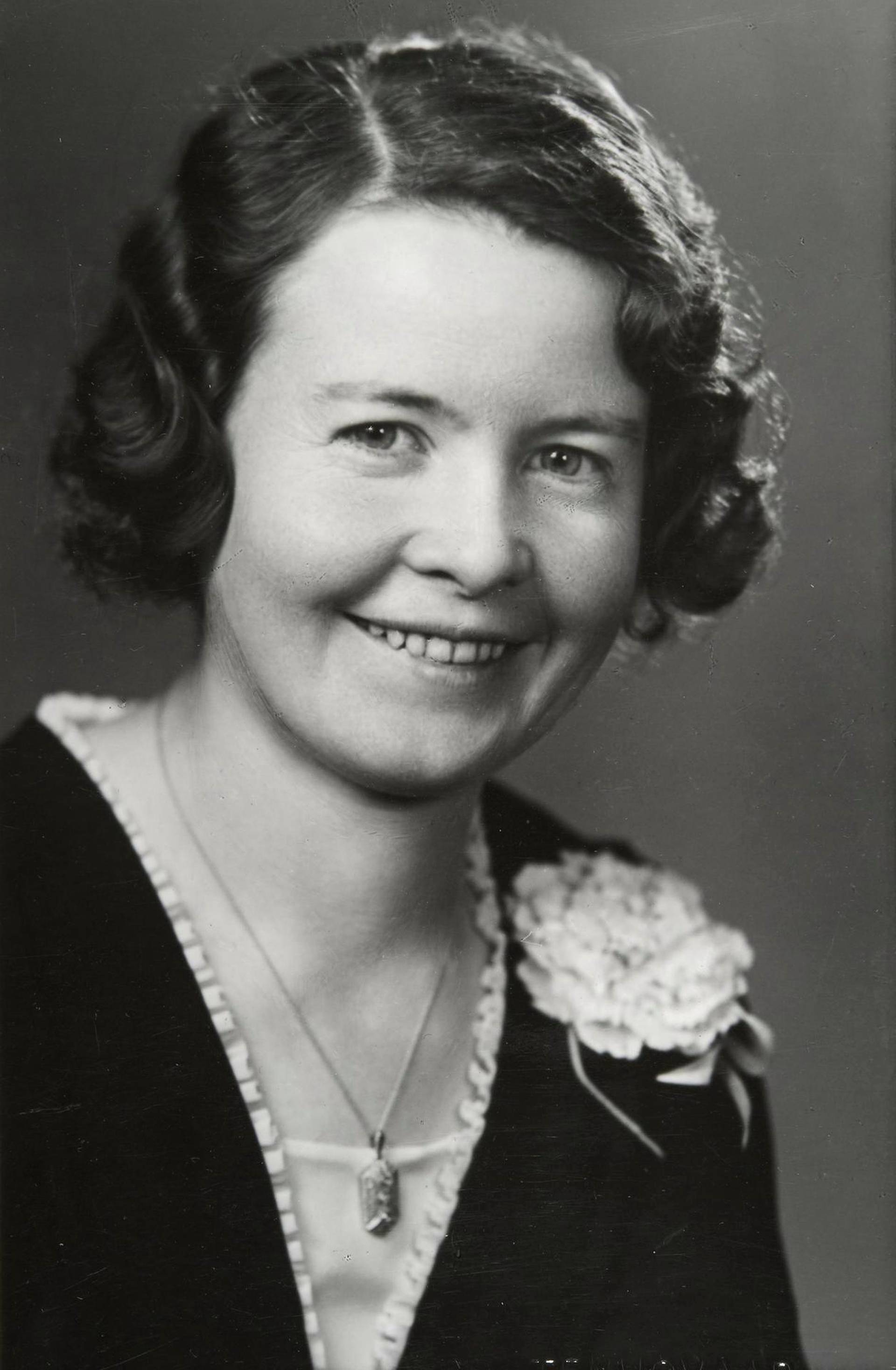
Sally Salminen in den 1930er Jahren

Sally Alina Ingeborg Salminen (* 25. April 1906 in Vårdö; † 18. Juli 1976 in Kopenhagen) war eine finnlandschwedische Autorin und Übersetzerin. Sie gilt als eine der erfolgreichsten Verfasserinnen åländischer Literatur und wird dem finnlandschwedischen Modernismus zugeordnet.

## Leben
Sally Salminens Vater Hindrik Salminen war Briefträger und Bauer. Sie arbeitete auf den Ålandinseln und in Schweden in kaufmännischen Berufen, bis sie 1930 in die Vereinigten Staaten auswanderte, wo sie bis 1936 als Hausangestellte arbeitete. Danach ging sie zunächst zurück nach Åland. Ab 1940 lebte sie in Dänemark. Durch ihre Heirat mit dem Maler Johannes Dührkop wurde sie im selben Jahr dänische Staatsbürgerin.
1936 veröffentlichte Sally Salminen ihren Debütroman Katrina. Darin erzählt Salminen die fiktive Lebensgeschichte der Bauerntochter Katrina aus Österbotten, die sich in den Seemann Johan verliebt und ihm in seine Heimat Åland folgt. Ihr entbehrungsreiches Leben als Kätnerin wird dabei ungeschminkt, aber auch einfühlsam geschildert, wobei sich Salminen auf die gesellschaftlichen Umbrüche zu Ende des 19. und zu Beginn des 20. Jahrhunderts auf Åland bezieht und soziale Missstände kritisiert. Die Erzählweise des Romans erinnert an Knut Hamsuns Werke.
Katrina wurde in großer Auflage gedruckt und in 21 Sprachen übersetzt. In deutscher Sprache erschien der Roman erstmals 1937. Die Übersetzung stammt von Edzard Schaper. Der Roman machte Salminen in vielen Ländern bekannt. Noch im Erscheinungsjahr von Katrina erhielt sie in einer Doppelfeier in Stockholm und Helsinki den Schwedisch-Finnischen Literaturpreis für das Jahr 1936. Als ein Grund für den Erfolg galt eine positive Rezension des dänischen Kritikers Jørgen Bukdahl. 1943 wurde der Stoff von Gustaf Edgren verfilmt.
Die späteren Romane Salminens fanden jedoch weniger Beachtung, obwohl auch sie in mehrere Sprachen übersetzt wurden.
1943 veröffentlichte sie den Roman Lars Laurila, der das Heranwachsen des Titelhelden, einem Jungen aus einer finnisch-schwedischen Ehe, auf einer kleinen Insel im Schärengarten der Ålandinseln von seinem 5. Lebensjahr bis zu seiner Auswanderung nach Schweden mit etwa 22 Jahren schildert. Wie viele ihrer Werke hatte Lars Laurila einen starken autobiografischen Bezug. "Dargestellt wird, wie sich unter den Bedingungen des einfachen, intellektuell wenig anregenden Lebens Charakter und Denkungsart eines wissbegierigen jungen Menschen herausbilden, dem alle Kraft aus einer grüblerischen Liebe zu seiner åländischen Heimat zuwächst." Der Roman wurde 1952 ebenfalls ins Deutsche übersetzt. Lars Laurila war der erste Teil einer Tetralogie, die außerdem die Romane Nya land, Små världar und Klyftan och stjärnan umfasste.
Salminens jüngere Schwester Aili Nordgren war ebenfalls Schriftstellerin.

## Werke
- 1936: Katrina
- 1939: Den långa våren
- 1941: På lös sand
- 1943: Lars Laurila
- 1945: Nya land
- 1948: Barndomens land
- 1949: Små världar
- 1951: Klyftan och stjärnan
- 1953: Prins Efflam
- 1960: Spår på jorden
- 1963: Vid havet
- 1964: Syyskuun harmaa sade
- 1966: Upptäcktsresan
- 1968: Min amerikanska saga
- 1971: I Danmark
- 1974: Världen öppnar sig

## Auszeichnungen
- 1967: Wissenschafts- und Kulturpreis Tagea Brandts Rejselegat